# Benjamin Ogle
Benjamin Ogle (* 7. Februar 1749 in Annapolis, Province of Maryland; † 6. Juli 1809 ebenda) war ein US-amerikanischer Politiker und von 1798 bis 1801 Gouverneur des Bundesstaates Maryland.

## Frühe Jahre und politischer Aufstieg
Benjamin Ogle war der Sohn des bereits 1752 verstorbenen kolonialen Gouverneurs Samuel Ogle, der ihm sein Anwesen vermachte. Die Villa mit dem Namen Belair Mansion wurde zwischenzeitlich von Verwandten seiner Mutter bewohnt und Ogle musste sich im Jahr 1774 erst mit juristischen Mitteln sein Recht auf dieses Haus erstreiten. Seine schulische Ausbildung erhielt Benjamin Ogle an privaten Schulen in England. Dazu gehörte auch das Eton College, das er bis 1761 besuchte. Anschließend kehrte er nach Maryland zurück. Sein politischer Aufstieg begann noch in der Kolonialzeit. Zwischen 1773 und 1774 war er Mitglied des kolonialen Parlaments von Maryland. Beim Ausbruch des Unabhängigkeitskrieges unterstützte er die Sache der Amerikaner. Ogle wurde ein Freund von George Washington.

## Ogle als Politiker in Maryland
Benjamin Ogle wurde Mitglied der Föderalistischen Partei. Zwischen 1781 und 1784 gehörte er dem Beraterstab des Gouverneurs von Maryland an (Governor’s Executive council). In den Jahren 1798, 1799 und 1800 wurde er von der Legislative Marylands für jeweils ein Jahr zum Gouverneur seines Staates gewählt. Er übte dieses Amt zwischen dem 14. November 1798 und dem 10. November 1801 aus. Zu Beginn seiner Amtszeit bereitete sich auch Maryland auf einen möglichen Krieg mit England vor, der aber auf Bundesebene abgewendet werden konnte.
Wie in den meisten der damaligen US-Bundesstaaten kam es auch in Maryland zu harten politischen Auseinandersetzungen zwischen den beiden politischen Parteien der Zeit. Auf der einen Seite standen die von Alexander Hamilton geführten Föderalisten, denen die Demokratisch-Republikanische Partei von Thomas Jefferson gegenüberstand. Nach dem Tod von George Washington ordnete Ogle für den 11. Februar 1800, Washingtons Geburtstag, einen Gedenktag an. Daraus entstand dann später der heute auf Bundesebene an jedem dritten Montag im Februar begangene Präsidententag (President’s Day), an dem die Amerikaner ihrer früheren Präsidenten gedenken. Nach dem Ende seiner Gouverneurszeit zog sich Ogle aus der Politik weitgehend zurück. Im Jahr 1806 war er Wahlmann für die Senatswahlen. Benjamin Ogle starb im Juli 1809. Mit seiner Frau Henrietta Margaret Hill hatte er vier Kinder.